# Japan Dome Tour
Die Japan Dome Tour war Big Bangs vierte japanische Tournee. Alle Karten waren komplett ausverkauft und Big Bang nahm $70.6 Millionen ein.

## Big Bang+α in Seoul
Ende November 2013 wurden drei Konzerte für Seoul in Südkorea angekündigt. Die Konzertkarten waren innerhalb von Sekunden ausverkauft.

## Setliste
Die Reihenfolge und Auswahl der Lieder können bei verschiedenen Konzerten teilweise abweichen. Die folgende Liste entspricht der des Konzertes in Saitama am 16. November 2013.
| Setlist |
| --- |
| Setlist 1. „Haru Haru“ 2. „Blue“ 3. „Bad Boy“ 4. „Gara Gara Go!“ 5. „Hands Up“ 6. „Let's Talk About Love“ (Seungri) 7. „Gotta Talk to You“ (Seungri) 8. „What Can I Do“ (Seungri) 9. „Wings“ (Daesung) 10. „Joyful“ (Daesung) 11. „Tell Me Goodbye“ 12. „Love Song“ 13. „LALALA“ 14. „BIGBANG“ 15. „Shake It“ 16. „Only Look At Me“ (Taeyang) 17. „Wedding Dress“ (Taeyang) 18. „Ringa Linga“ (Taeyang) 19. „Crayon“ (G-Dragon) 20. „Crooked“ (G-Dragon) 21. „Turn It Up“ (T.O.P) 22. „Doom Dada“ (T.O.P) 23. „Tonight“ 24. „Feeling“ 25. „Last Farewell“ 26. „Fantastic Baby“ 27. „Lies“ 28. „My Heaven“ Encore 1. „Sunset Glow“ 2. „Koe Wo Kikasete“ 3. „Fantastic Baby“ 4. „Feeling“ 5. „Bad Boy“ |

## Tourneedaten
| Datum               | Stadt     | Land      | Arena                    | Opening Act | Besucherzahl |
| ------------------- | --------- | --------- | ------------------------ | ----------- | ------------ |
| 16. November 2013   | Saitama   | Japan     | Seibu Dome               | WINNER      | 771.000      |
| 17. November 2013   | Saitama   | Japan     | Seibu Dome               | WINNER      | 771.000      |
| 29. November 2013   | Osaka     | Japan     | Kyocera Dome             | WINNER      | 771.000      |
| 30. November 2013   | Osaka     | Japan     | Kyocera Dome             | WINNER      | 771.000      |
| 1. Dezember 2013    | Osaka     | Japan     | Kyocera Dome             | WINNER      | 771.000      |
| 7. Dezember 2013    | Fukuoka   | Japan     | Fukuoka Dome             | WINNER      | 771.000      |
| 8. Dezember 2013    | Fukuoka   | Japan     | Fukuoka Dome             | WINNER      | 771.000      |
| 14. Dezember 2013   | Nagoya    | Japan     | Nagoya Dome              | WINNER      | 771.000      |
| 15. Dezember 2013   | Nagoya    | Japan     | Nagoya Dome              | WINNER      | 771.000      |
| 19. Dezember 2013   | Tokyo     | Japan     | Tokyo Dome               | WINNER      | 771.000      |
| 20. Dezember 2013   | Tokyo     | Japan     | Tokyo Dome               | WINNER      | 771.000      |
| 21. Dezember 2013   | Tokyo     | Japan     | Tokyo Dome               | WINNER      | 771.000      |
| 4. Januar 2014      | Sapporo   | Japan     | Sapporo Dome             | WINNER      | 771.000      |
| 11. Januar 2014     | Osaka     | Japan     | Kyocera Dome             | WINNER      | 771.000      |
| 12. Januar 2014     | Osaka     | Japan     | Kyocera Dome             | WINNER      | 771.000      |
| 13. Januar 2014     | Osaka     | Japan     | Kyocera Dome             | WINNER      | 771.000      |
| Big Bang+α in Seoul |           |           |                          |             |              |
| 24. Januar 2014     | Seoul     | Südkorea  | Olympic Gymnastics Arena | —           | 36.000       |
| 25. Januar 2014     | Seoul     | Südkorea  | Olympic Gymnastics Arena | —           | 36.000       |
| 26. Januar 2014     | Seoul     | Südkorea  | Olympic Gymnastics Arena | —           | 36.000       |
| Insgesamt           | Insgesamt | Insgesamt | Insgesamt                | Insgesamt   | 807.000      |